# Schmalspurbahn Wernshausen–Trusetal
| |                     |                                            |                                            |
| Kursbuchstrecke: | 165a (1934)         |                                            |                                            |
| Streckenlänge: | 9,0 km              |                                            |                                            |
| Spurweite: | 750 mm (Schmalspur) |                                            |                                            |
| |                     |                                            |                                            |
| \| \| 0,0 \| Wernshausen \| Wernshausen \| \| \| \| \| \| \| \| 0,2 \| Werra \| Werra \| \| \| 2,1 \| Fambach \| Fambach \| \| \| 2,8 \| Oelmühle \| Oelmühle \| \| \| 3,0 \| Truse \| Truse \| \| \| 4,5 \| Winne \| Winne \| \| \| 6,2 \| Wahles \| Wahles \| \| \| 7,8 \| Anschl. Reum AG \| Anschl. Reum AG \| \| \| 8,3 \| Trusetal Süd (früher Trusen) \| Trusetal Süd (früher Trusen) \| \| \| 8,9 \| Anschl. Grube Mommel (später Trusetalwerk) \| Anschl. Grube Mommel (später Trusetalwerk) \| \| \| 9,0 \| Trusetal (früher Herges-Vogtei) \| Trusetal (früher Herges-Vogtei) \| |                     |                                            |                                            |
| Kopfbahnhof Streckenanfang (Strecke außer Betrieb) | 0,0                 | Wernshausen                                | Wernshausen                                |
| |                     |                                            |                                            |
| Brücke über Wasserlauf (Strecke außer Betrieb) | 0,2                 | Werra                                      | Werra                                      |
| Haltepunkt / Haltestelle (Strecke außer Betrieb) | 2,1                 | Fambach                                    | Fambach                                    |
| Haltepunkt / Haltestelle (Strecke außer Betrieb) | 2,8                 | Oelmühle                                   | Oelmühle                                   |
| Brücke über Wasserlauf (Strecke außer Betrieb) | 3,0                 | Truse                                      | Truse                                      |
| Haltepunkt / Haltestelle (Strecke außer Betrieb) | 4,5                 | Winne                                      | Winne                                      |
| Haltepunkt / Haltestelle (Strecke außer Betrieb) | 6,2                 | Wahles                                     | Wahles                                     |
| Abzweig geradeaus und nach links (Strecke außer Betrieb) | 7,8                 | Anschl. Reum AG                            | Anschl. Reum AG                            |
| Haltepunkt / Haltestelle (Strecke außer Betrieb) | 8,3                 | Trusetal Süd (früher Trusen)               | Trusetal Süd (früher Trusen)               |
| Abzweig geradeaus und nach links (Strecke außer Betrieb) | 8,9                 | Anschl. Grube Mommel (später Trusetalwerk) | Anschl. Grube Mommel (später Trusetalwerk) |
| Kopfbahnhof Streckenende (Strecke außer Betrieb) | 9,0                 | Trusetal (früher Herges-Vogtei)            | Trusetal (früher Herges-Vogtei)            |

Die Schmalspurbahn Wernshausen–Trusetal (auch: Trusebahn) war eine Schmalspurbahn in Thüringen, die ursprünglich von der Trusebahn AG (T.B.) erbaut und betrieben wurde. Sie zweigte in Wernshausen von der Bahnstrecke Eisenach–Lichtenfels ab und führt im Thüringer Wald im Tal der Truse nach Trusetal. Die Strecke wurde 1968 stillgelegt und nachher abgebrochen.

## Geschichte
Bereits im Sommer 1896 und 1897 verkehrte auf derselben Trasse wie die Trusebahn eine 600 mm Feldbahn, die zur Unterstützung der 1895 fast vollständig niedergebrannten Gemeinde Brotterode gebaut worden war.
Am 2. November 1898 wurde die Trusebahn AG vom Königreich Preußen, dem Kreis Herrschaft Schmalkalden sowie den Gemeinden Auwallenburg, Herges-Vogtei und Trusen gegründet. Nach kurzer Bauzeit konnte die Kleinbahn am 25. Juli 1899 eröffnet werden. Sie führte ausgehend vom Bahnhof Wernshausen im Werratal durch das Trusetal am Westrand des Thüringer Waldes 9 km mit maximaler Steigung von 1:30 aufwärts nach Herges-Vogtei. Die Betriebsleitung hatte ihren Sitz in Herges-Vogtei, das ab 1936 Herges-Auwallenburg und ab 1951 Trusetal hieß.
1911 plante die Kommanditgesellschaft Lübbecke & Kehl, Eisenach unter Einbeziehung der Trusebahn, die Erweiterung der Bahnstrecke Immelborn–Liebenstein-Schweina nach Brotterode und Waltershausen, was aber scheiterte. Im Jahre 1938 beschloss die Hauptversammlung der AG, diese in einen Eigenbetrieb des Kreises Herrschaft Schmalkalden umzuwandeln.
Im April 1946 wurde auf Befehl der SMAD mit dem Abbau der Strecke als Reparationsleistung begonnen, allerdings kurz darauf wieder beendet und die schon entfernten Schienen wieder aufgebaut. Die Kreisbahn wurde am 1. April 1949 der Deutschen Reichsbahn unterstellt.
Der Personenverkehr endete mit dem Winterfahrplan 1966/1967, der Güterverkehr folgte am 31. Dezember 1968, nachdem der Abtransport von Eisenerz und Schwerspat auf den Kraftverkehr verlagert worden war.

## Fahrzeugeinsatz

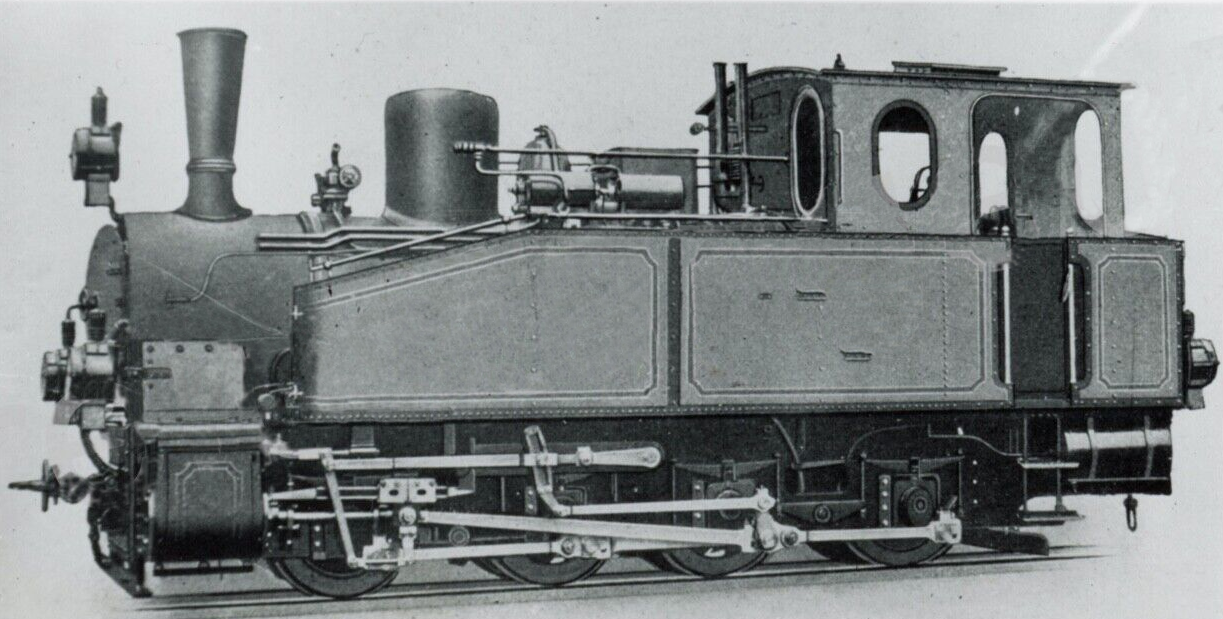
GLÜCKAUF (Werkfoto; 1908)

Bereits als Bauzuglokomotiven waren zwei zweiachsige Dampfloks (WALLENBURG und MOMMEL) eingesetzt, nach der Eröffnung erwiesen sie sich aber für die regulären Züge als zu schwach, sodass die beiden Maschinen ab 1901 größtenteils als Reserve abgestellt waren. Ausgemustert wurde die erste Lokomotive 1910, die andere 1922. Im Jahr 1901 wurde mit der HENNEBERG eine dritte, diesmal vierachsige Maschine, beschafft, die sich recht gut bewährte und bis 1935 im Einsatz stand.
1908 wurde von der Trusebahn AG eine zweite vierachsige Maschine, die 1909 als GLÜCKAUF in Betrieb genommen wurde, bestellt. Eine zweite, baugleiche Lok, die TRUSETAL, wurde 1924 nachbestellt. Bei der Deutschen Reichsbahn erhielten die Lokomotiven die Nummern 99 4531 und 99 4532. Eine der Lokomotiven gelangte nach 1958 über Umwege nach Sachsen und wurde bis 1990 im Bahnhof Zittau als Rangierlokomotive eingesetzt. Die andere diente als Ersatzteilspender und wurde anschließend verschrottet.
Die Deutsche Reichsbahn setzte ab Anfang der 1950er Jahre fabrikneue Lokomotiven der Baureihe 99.77–79 im Trusetal ein. Auch diese Lokomotiven gelangten nach der Stilllegung der Strecke nach Sachsen.